# Margarito González
Margarito González Manzanares (Cruz Grande, Guerrero, 3 de marzo de 1979) es un exfutbolista mexicano que jugaba de lateral.

## Trayectoria
Volante con un disparo destacado de media y larga distancia, debuta en la Primera División con La Piedad en el Torneo Invierno 2001, luego pasa al Querétaro Fútbol Club en el Apertura 2002. Su buen desempeño lo lleva a ser contratado por el Cruz Azul en el Clausura 2004. Para el Apertura 2006 regresa a los recién ascendidos Gallos Blancos.

## Clubes
| Club                  | País   | Año       |
| --------------------- | ------ | --------- |
| La Piedad             | México | 2001-2002 |
| Querétaro Fútbol Club | México | 2002-2004 |
| Cruz Azul             | México | 2004      |
| Querétaro Fútbol Club | México | 2005-2007 |
| Dorados de Sinaloa    | México | 2007      |
| Querétaro Fútbol Club | México | 2007-2010 |
| Club Irapuato         | México | 2010-2013 |
| Club Zacatepec        | México | 2013      |

## Selección nacional
Fue internacional con la selección de fútbol sub-23 de México en 4 ocasiones, participó en el Torneo Preolímpico de la Concacaf 2000 donde el tri no consiguió su boleto a la justa olímpica.

### Preolímpico 2000
| Copa                                   | Sede           | Resultado     |
| -------------------------------------- | -------------- | ------------- |
| Torneo Preolímpico de la Concacaf 2000 | Estados Unidos | Tercer puesto |